# 生島遼一
生島 遼一（いくしま りょういち、1904年9月2日 - 1991年8月23日）は、日本のフランス文学者、文芸評論家、翻訳家。京都大学名誉教授。

## 来歴・人物
大阪市生まれ。
旧制松江高等学校を経て1929年京都帝国大学文学部仏文科卒、神戸商業大学予科講師、教授、戦後1947年第三高等学校教授、1949年京都大学教養部教授、1964年京都大学文学部教授を務め、1968年定年退官。
若くしてスタンダールの『赤と黒』を翻訳。以後バルザック、フローベール、プルーストら19世紀フランス文学の作家を紹介し、ラファイエット夫人の「クレーブの奥方」、フローベールの「感情教育」では文章の美しさで翻訳の世界に新境地を開いた。
また、1953年に日本国内で出版されたボーヴォワール『第二の性』の訳でも知られ、桑原武夫、伊吹武彦とともに京大フランス学を形成した。
仏文学者と翻訳家、2つの顔で知られているが、日本文学評論や文芸エッセイも著した。
作家でやはり京大教授だった山田稔が「端正と気品が文学のモットーだった」と語る一方で、好き嫌いが激しく時にかんしゃくを起すなど、自ら認める我がままな一面もあった。
当時、国際日本文化研究センターの教授だった杉本秀太郎は「昔気質の学者でした」と語り、晩年まで、自ら能の舞台にも立つ「第三の顔」も有名で、芸術家肌を地でゆく学者でもあった。
1981年、日本芸術院賞受賞。
1991年8月23日、86歳で死去。

## 著書
- 『日本の小説』（新潮社） 1944、角川文庫 1953、朝日選書 1974
- 『心理と方法 フランス文芸論』（白日書院） 1948
- 『西洋の小説と日本の小説』（三笠書房） 1950
- 『フランス小説』（創元社） 1951、河出新書 1955
- 『フランス小説の「探求」 - 「クレーヴの奥方」からヌーヴォー・ロマンまで』（人文書院） 1972、筑摩叢書 1976、復刊 1985
- 『水中花』（岩波書店） 1972
- 『蜃気楼』（岩波書店） 1976
- 『春夏秋冬』（冬樹社） 1979。改訂版（講談社文芸文庫、解説山田稔） 2013
- 『鴨涯日日』（岩波書店） 1981
- 『芍薬の歌』（岩波書店） 1984
- 『鴨涯雑記』（筑摩書房） 1987
- 『鏡花万華鏡』（筑摩書房、筑摩叢書、解説杉本秀太郎） 1992

### 共著・編著
- 『文学と女の生き方』（桑原武夫共著、中央公論社） 1952
- 『落合太郎著作集』全1巻（桑原武夫共編、筑摩書房） 1971
- 「スタンダール全集」新版 全12巻（桑原武夫ほか共編、人文書院） 1978
  1. 『赤と黒』
  2. 『パルムの僧院』
  3. 『リュシアン・ルーヴェン Ⅰ』
  4. 『リュシアン・ルーヴェン Ⅱ 他』
  5. 『アルマンス / 中短篇集』
  6. 『イタリア年代記 / ラミエル』
  7. 『アンリ・ブリュラールの生涯』
  8. 『恋愛論 / 恋愛書簡』
  9. 『イタリア絵画史』
  10. 『文学論集』
  11. 『評伝集』
  12. 『エゴチスムの回想 / 日記』
- 『現代の随想14 吉川幸次郎集』（興膳宏共編、彌生書房） 1982
- 『フランス文学とわたし』（大高順雄編、平凡社） 1985 - 研究回想談を収録

## 翻訳
- 『法王庁の抜穴』（アンドレ・ジイド、建設社、アンドレ・ジイド全集） 1934、のち新潮文庫 1952、のち改版
- 『赤と黒』全3巻（スタンダール、桑原武夫共訳、岩波文庫） 1933、のち改訳版 全2巻 1956
- 『クレーヴの奥方』（ラファイエット夫人、岩波文庫） 1937、のち改訳版 1976、のち世界文学社 1947
- 『匣と亡霊』（スタンダアル、桑原武夫共訳、竹村書房） 1937、のち改訳版改題『カストロの尼 他二篇』（岩波文庫） 1956
- 『アナトオル・フランス短篇小説全集3』（アナトオル・フランス、白水社） 1939、のち新装版『聖女クララの泉』（白水社、アナトール・フランス小説集8） 2000

「サン＝ミニアートのボナパルト」「ヴェローナの貴婦人」を所収
- 『小説の美学』（アルベール・ティボーデ、白水社） 1940、のち人文書院 1967
- 『ヴォルテール』（アンドレ・モロワ、創元社） 1946
- 『告白』（J・J・ルソー、創元社） 1947 -　抄訳版
- 『感情教育』（フローベール、全國書房） 1947、のち岩波文庫 全3巻 1950、改訳版 全2巻 1971、他に「全集3」筑摩書房 1966
- 『ヴァニナ・ヴァニニ』（スタンダール、桑原武夫共訳、世界文学社） 1947、のち改訳版『ヴァニナ・ヴァニニ 他四篇』（岩波文庫） 1963
- 『三銃士』全4巻（アレクサンドル・デュマ・ペール、世界文学社） 1947 - 1948、のち改訳版（岩波文庫）全2巻 1970
  - 『三銃士』全2巻（アレクサンドル・デュマ・ペール、岩波少年文庫） 1951、のち改版 2002
- 『フロベールの手紙 - ルイズ・コレ宛』（アテナ書院） 1948
- 『媚薬』（スタンダール、桑原武夫共訳、世界文学社） 1949、のち改題『カストロの尼』（岩波文庫）
- 『パルムの僧院』（スタンダール、世界文学社） 1949、のち岩波文庫 全2巻 1952、改版 1969
- 「二人の友」「宝石」（モーパッサン、小山文庫、モーパッサン文庫2『二人の友』に所収） 1951
- 『ドルジェル伯の舞踏会』（レーモン・ラディゲ、人文書院） 1951、のち新潮文庫 1953
- 『性に目ざめる頃』（レチフ・ド・ラ・ブルトンヌ、三笠書房） 1952
- 『悪魔と神』（サルトル、人文書院、サルトル全集16） 1952、のち新潮文庫
- 『第二の性』（シモーヌ・ド・ボーヴォワール、新潮社） 1953 - 1954、のち新潮文庫、のち人文書院 ボーヴォワール全集
- 『失われた時を求めて - ゲルマント公爵夫人』（マルセル・プルースト、伊吹武彦共訳、新潮社） 1953、新版 1974
- 『オーレリアン』（ルイ・アラゴン、新潮社、現代世界文学全集） 1954、のち新潮文庫 全2巻
- 『失われた時を求めて - 消え去ったアルベルチーヌ』（マルセル・プルースト、新潮社） 1955、新版 1974
- 『クロード・ロワ』（スタンダール、人文書院） 1957、のち新版 1966
- 『ボヴァリー夫人』（フローベール、新潮社、新版世界文学全集） 1958、のち新潮文庫 1965
- 『幻滅』（バルザック、東京創元社、バルザック全集11・12） 1959
- 『恋愛論』（スタンダール、鈴木昭一郎共訳、筑摩書房、世界文学大系22） 1960、のち人文書院 スタンダール全集8 1972
- 『スワンの恋』（プルースト 河出書房新社、世界文学全集） 1962
- 『アンリ・ブリュラールの生涯』（スタンダール、桑原武夫共訳、人文書院、スタンダール全集7） 1968、のち岩波文庫 全2巻 1974
- 『モンテ・クリスト伯』全4巻（アレキサンドル・デュマ、奥村香苗共訳、潮出版社、潮文庫） 1976